# Lamagdelaine
Lamagdelaine är en kommun i departementet Lot i regionen Occitanien i södra Frankrike. Kommunen ligger i kantonen Cahors-Nord-Est som tillhör arrondissementet Cahors. År 2022 hade Lamagdelaine 716 invånare.

## Befolkningsutveckling
Antalet invånare i kommunen Lamagdelaine
| Referens: INSEE |